# Butch Hancock
Butch Hancock (Lubbock, 12 luglio 1945) è un cantautore statunitense di genere country folk.
Come membro dei Flatlanders ha contribuito allo sviluppo del progressive country durante gli anni settanta. Ha poi pubblicato vari album da solista con l'etichetta indipendente Rainlight. Ha collaborato con artisti come Marce LaCouture, Jimmie Dale Gilmore e con i The Threadgill Troubadours.

## Discografia

### Album in studio
- 1978: West Texas Waltzes And Dust-Blown Tractor Tunes (Rainlight)
- 1979: The Wind's Dominion (Rainlight)
- 1980: Diamond Hill (Rainlight)
- 1981: 1981: A Spare Odyssey (Rainlight)
- 1981: Fire-water…Seeks Its Own Level (Rainlight)
- 1986: Split & Slide II (Rainlight)
- 1990: No Two Alike (Rainlight)
- 1993: Own The Way Over Here (Sugar Hill)
- 1994: Eats Away The Night (Sugar Hill)
- 1995: Chippy (Hollywood) con Joe Ely, Terry Allen, Robert Earl Keen, Wayne Hancock, Jo Harvey Allen, e Jo Carol Pierce
- 1997: You Coulda Walked Around The World (Rainlight)
- 2006: War And Peace (Two Roads)

### Raccolte
- 1989: Own & Own (Glitterhouse)
- 1993: Own the Way Over Here (Sugar Hill)

### Singoli
- 1979: "Wild Horses Chase The Wind" / "Smokin' In The Rain" (Rainlight)
- 1979: "The Wind's Dominion (solo)" / "The Wind's Dominion (band)"

## Nei The Flatlanders
- 1980: One Road More (Charly)
- 1990: More A Legend Than A Band (Rounder) - pubblicato originalmente nel 1976 come All American Music  su cassetta in edizione limitata
- 1995: "Unplugged" (Sun) - recorded in March, 1972
- 2002: Now Again (New West)
- 2003: Wheels of Fortune (New West)
- 2004: Live at the One Knite: June 8th 1972 (New West)
- 2004: Live From Austin TX DVD (New West)
- 2009: Hills And Valleys (New West)
- 2012: The Odessa Tapes (New West) - unreleased 1972 recordings

## Collaborazioni

### con Marce LaCouture
- 1985: Yella Rose (Rainlight)
- 1987: Cause Of The Cactus (Rainlight) - cassette: live 27 Feb. 1987 al Cactus Cafe

### con Jimmie Dale Gilmore
- 1990: Two Roads: Live In Australia (Rainlight)

### con the Threadgill Troubadours
- 1991: Threadgill's Supper Session (Watermelon)